# Clovesuurdameredeor
 (novembre 2022).
Clovesuurdameredeor stephani
Genre
Espèce
Clovesuurdameredeor est un genre éteint de Crocodyliformes téléosauridés, qui a vécu à partir du Jurassique moyen (Bathonien) en Angleterre.
Son nom, construit sur le vieil anglais meredeor et le toponyme latin médiéval Clovesuurda, signifie « créature marine de Closworth ». L'espèce Clovesuurdameredeor stephani est la seule référencée sur Paleobiology Database en 2022.

## Taxinomie
L'espèce type de Clovesuurdameredeor, C. stephani, a été nommée par John Whitaker Hulke (1877) comme une nouvelle espèce de Steneosaurus, S. stephani, sur la base d'un crâne partiel de la formation Cornbrash du Dorsetshire, en Angleterre. Vignaud (1995) considérait S. stephani comme un synonyme mineur d'Yvridiosuchus boutilieri, mais Johnson et al. (2019) ont noté des différences par rapport à ce dernier et ont retenu stephani comme taxon distinct. Dans sa thèse, Johnson (2019) et Johnson et. al. (2020) a découvert que S. stephani était un machimosaure basal, érigeant le genre Clovesuurdameredeor pour cela,.